# Петришин Володимир Володимирович
Володи́мир Володи́мирович Петри́шин — підполковник ЗСУ. Командир 156-го батальйону територіальної оборони.

## Життєпис
Народився в Каневі в 1984 році.
Після школи закінчив Київський військовий ліцей імені Івана Богуна, потім навчався в Одеському інституті сухопутних військ, аеромобільний факультет (ДШВ).
З 2005 по 2010 рік — проходив службу у Житомирській 95-ій окремій аеромобільній бригаді. Служив на посадах командира аеромобільного взводу, заступника командира роти-інструктора ПДП, командира аеромобільної роти. 
Протягом 2009—2010 років, під час виконання миротворчої місії у Косово , був командиром спеціальної роти. 
З першого дня повномасштабного вторгнення росіїї на територію України став командиром стрілецької роти 156 окремого батальйону, з якою брав участь у боях за Попасну у 2022 році. Згодом став командиром роти вогневої підтримки. Призначений на посаду командира 156 окремого батальйону в лютому 2023 року. І вже навесні 2023-го батальйон під його командуванням брав участь у боях в Бахмуті.
Із серпня 2024-го по квітень 2025-го командував 156 окремим батальойном під час проведення Курської операції на території рф.
Весною-літом 2025-го під командуіванням підполковника Володимира Петришина 156 окремий батальйон виконував бойові завдання на Покровському напрямку.

## Нагороди
- відзнака Генерального секретаря Північноатлантичного альянсу Медаль НАТО  (NATO Medal) "За участь в операціях на територіях Косово"
- пам'ятний нагрудний знак Міністерства оборони України «Воїн-миротворець»
- медаль «За спільну службу» спільного українсько-польського миротворчого батальйону «УкрПолбат»
- відзнака Міністерства оборони України - медаль «За особисті досягнення» II-го ступеня
- почесний нагрудний знак Міністерства оборони України «10 років аеромобільним військам Сухопутних військ Збройних Сил України»
- почесний нагрудний знак Міністерства оборони України «15 років аеромобільним військам Сухопутних військ Збройних Сил України»
- відзнака Міністерства оборони - медаль «15 років Збройним Силам України»
- відзнака Командуючого Сил територіальнох оборони ЗСУ - "Щит Сил територіальної оброни ЗСУ"
- орден Георгія Переможця від Православної церкви України
- почесний нагрудний знак «Срібний хрест»
- відзнака Президента України - медаль "Захиснику Вітчизни"
- відзнака Президента України - медаль «За військову службу Україні» (2022)
- Орден Богдана Хмельницького III ступеня (2023)[2]
- Орден Богдана Хмельницького II cтупеня ( 2025)
- відзнака Міністерства оборони України "Вогнепальна зброя" - 9 мм пістолетом Glock-17 (2025)